# Rikard Ljarja
Rikard Ljarja, född 1 april 1943 i Shkodra, Albanien, död 20 april 2020 i Tirana, var en albansk skådespelare.

## Filmografi (urval)
- 1966 - Commissar of Light
- 1967 - Silent Duel
- 1968 - Plage te vjetra